# Rhabdalestes aeratis
Rhabdalestes aeratis és una espècie de peix de la família dels alèstids i de l'ordre dels caraciformes.

## Morfologia
- Els mascles poden assolir 5,1 cm de longitud total.[4]

## Hàbitat
És un peix d'aigua dolça i de clima tropical.

## Distribució geogràfica
Es troba a Àfrica: llac Tumba (Irebu, República Democràtica del Congo).